# П'ю з твоїх долонь
«П'ю з твої́х доло́нь» — другий сингл українського гурту Друга Ріка з третього студійного альбому «Рекорди», який вийшов у 2005 році. Ця пісня має найвищий вокальний діапазон для Валерія Харчишина у бриджі. Дане звучання (зокрема, гітари) пізніше отримало свій розвиток на іншому синглі гурту — «Космоzоо» з альбому «Мода» (2008).

## Музичний кліп
Режисером відеокліпу на пісню, як і в роботі над попереднім синглом «Так мало тут тебе», виступив Андрій Рожен, а монтажером — Віктор Придувалов. Зйомки проходили у павільйоні Кіностудії імені Олександра Довженка. Сам Валерій Харчишин називав цю роботу на момент виходу синглу найкращою. Банери з обличчями учасників, як потім розповідав музикант, гурт дуже хотів використовувати на власних сольних концертах тієї пори, але цьому задумові не судилося збутися і вони лишилися на кіностудії .

## Список композицій
| #  | Назва                                  | Тривалість |
| -- | -------------------------------------- | ---------- |
| 1. | «П'ю з твоїх долонь (Альбомна версія)» | 4:17       |
| 2. | «П'ю з твоїх долонь (Відео версія)»    | 3:41       |

## Учасники запису
Друга Ріка
- Валерій Харчишин — вокал
- Олександр Барановський — гітара
- Дорошенко Олексій — ударні
- Біліченко Сергій — гітара
- Віктор Скуратовський — бас-гітара
- Сергій Гера — клавішні

Запрошені музиканти
- Олег Яшник — гітара

## Чарти
| Чарт (2015)                   | Позиція |
| ----------------------------- | ------- |
| Top City & Country Radio Hits | 62      |

| Чарт (2018)                   | Позиція |
| ----------------------------- | ------- |
| Top City & Country Radio Hits | 84      |